# Дінар – Анталія
Дінар – Анталія – трубопровід, по якому подали природний газ до турецьких провінцій Анталія, Испарта та Бурдур.
Трубопровід є відгалуженням від потужного магістрального газопроводу Кайсері – Ізмір. Він починається в районі селища Дінар (південна частина провінції Афьонкарагісар) та прямує у південному напрямку до відомого курортного міста Анталія. На цьому маршруті наразі проклали дві нитки:
- у 2006-му став до ладу газопровід довжиною 139 (за іншими даними – 149) км, перша ділянка якого до відгалуження на місто Испарта (столиця однойменної провінції) має довжину 51 км та діаметр 600 мм, тоді як другий відтинок до Анталії довжиною 88 км виконаний в діаметрі 400 мм;
- в 2011-му завершили трубопровід довжиною 147 км та діаметром 900 мм, від якого споруджене відгалуження до міста Бурдур (столиця однойменної провінції).
Очікується, що у першій половині 2020-х років із району Анталії прокладуть газопровід на схід до Анамура, який живитиме цілий ряд курортних регіонів.
В районі Анталії великим споживачем блакитного палива є ТЕС Акса-Анталія.